# Tage Lundin (konstnär)
Bror Tage Lundin född 3 augusti 1909 i Stockholm, död där 24 oktober 1977, var en svensk skulptör och grafiker.
Han var son till skräddarmästaren Per August Lundin och Susanna Maria Norman. Lundin var som konstnär huvudsakligen autodidakt och bedrev självstudier under resor till bland annat Italien, Frankrike och Belgien. Separat ställde han ut på galleri S:t Nikolaus i Stockholm 1956 och tillsammans med Bertil Linné ställde han ut i Kiruna. Bland hans offentliga arbeten märks en betongfontän i Stockholm och utsmyckning av gångtunnlar runt Slussen i Stockholm. Hans konst består av naturalistiska stiliserade figurkompositioner, porträtt och landskap från Svolvær målade i dekorativa färger samt sillscreentryck.  